# Pedro Henrique
Pedro Henrique Martins Cassia artistnamn Pedro Henrique, född 1 november 1985, är en brasiliansk före detta fotbollsspelare som i Sverige är mest känd för att ha spelat för Kalmar FF i allsvenskan 2011.

## Karriär
Pedro inledde sin proffskarriär i den brasilianska klubben Paulista, men lånades snart till flera olika klubbar, bland dem Lausanne Sports, Fortaleza och Santa Cruz. 
Han flyttade till Bragantino i juli 2009. För att i februari 2010 skriva på för Jiangsu Sainty. Den 26 juli 2011 värvades han av Kalmar FF, men succén uteblev och Pedro gjorde bara en match från start och några inhopp i KFF-tröjan. Inför 2012 bytte han lag till Guaratinguetá och efter säsongen 2012 avslutade han sin karriär.